# Đuro Baglivi
Đuro Baglivi (Dubrovnik, 8. rujna 1668. – Rim, 17. lipnja 1707.) bio je hrvatski liječnik i medicinski pisac armenskog podrijetla.

## Životopis
Njegov djed se iz Armenije doselio u Dubrovnik. Oženio se Dubrovčankom te je s njom imao četvero djece. Godine 1684. odlazi na školovanje u Italiju. Studirao je medicinu u Napulju (1684. – 1688.). Godine 1695. postaje liječnik pape Inocenta XII. U rujnu 1696. bio je profesor anatomije na rimskom Sveučilištu Sapienza. Godine 1700. postao je liječnik pape Klementa XI.

### Članci
- Dugački, Vladimir. 1983. Baglivi, Đuro. Hrvatski biografski leksikon. Zagreb.  journal zahtijeva |journal= (pomoć)